# Hermann Nikolaus Funck
Hermann Nikolaus Funck (* 15. März 1733 oder 1738 in Rinteln; † 18. März 1802 in Bentheim) war ein deutscher Jurist.

## Familie
Seine Eltern waren der aus Marburg stammende Johann Nicolaus Funck und Katharine Elisabeth geb. Köhler, verw. Cancrin. Sein Vater war ab 1723 Lehrer am Marburger Pädagogium und seit 1729 ordentlicher Professor der Beredsamkeit, Historie und Politik an der Universität Rinteln. Von seinen Schwestern heiratete Anne (* 1729) den waldeckschen Leibmedikus Duncker und Friderike (1735–1762) den Rintelner Rektor und späteren Silixer Pfarrer Carl Anton Brauns.

## Leben
Hermann Nikolaus Funck studierte zunächst in Rinteln und Göttingen. In Rinteln wurde er 1757 unter Friedrich Wilhelm Pestel zum Lizentiaten beider Rechte promoviert. Die juristische Doktorwürde wurde ihm am 26. Februar 1760 verliehen.
Auf Pestels Vorschlag, per Reskript vom 15. Dezember 1759 erhielt er die erste juristische Professur am Steinfurter Gymnasium Illustre Arnoldinum, wo er Ende März 1760 in den Senat eingeführt wurde. Er unterrichtete die Institutionen nach Johann Gottlieb Heineccius, die Pandekten nach Johann Ludwig Schmidt und Justus Henning Böhmer, das Naturrecht nach Nicolaus Hieronymus Gundling, das Strafrecht nach Georg Adam Struve, das Staatsrecht nach Johann Jakob Schmauß und Johann Stephan Pütter und die Constitutio Criminalis Carolina. Von 1760 bis 1767 lehrte er auch Geographie und Universalgeschichte. Mehrfach amtierte er als Prorektor. Nachhaltig wirkte er als Bibliothekar. 1769 und 1772 wurde er zur Unterrichtung der jungen Grafensöhne über das deutsche Staatsrecht nach Schmauß herangezogen.
Er heiratete Christine Amalie, eine Tochter des Rintelner Superintendenten und Theologieprofessors Johann Engelhard Steuber. Ihr Sohn Karl Funck (1768–1837) wurde auch Jurist, heiratete die Apothekerstochter Anna Elisabeth Gempt und stieg bis 1824 zum Direktor der bentheimschen Justizkanzlei auf.
Ende 1774, nach dem Tod Johann Christoph Buchs’, wurde Hermann Nikolaus Funck von der hannoverschen Pfandschaftsregierung der Grafschaft Bentheim an die Spitze der Bentheimer Regierung berufen. Er amtierte als Regierungsrat und 1777 auch als Hofrichter. 1798 sorgte er für die Anstellung des Buchdruckers August Friedrich Denhard (1763–1833).